# XO (альбом Leathermouth)
XØ — дебютный альбом американской постхардкор группы Leathermouth, выпущенный 27 января 2009 года. И, хотя альбом не попал в чарт Billboard 200, он занял 21 место в чарте Top Heatseekers.

## Рецензии
17 января 2009 года рецензент журнала Kerrang! Алистер Лоуренс высоко оценил как альбом в целом (4/5), так и вклад в него Айеро, отметив острые и злые тексты, основными мишенями которых стали коррумпированные политики, «безмозглый общественный конформизм», а также средства массовой информации, подвергающие нападкам рок-музыку, перекладывая на неё ответственность за общественные пороки.

Признано официально: Айеро теперь — рассерженный молодой человек. При том, что Leathermouth — вполне самостоятельная группа, фокус внимания сконцентрирован на Айеро, мало того, что знаменитом гитаристе MCR, так теперь ещё и фронтмене и ведущем вокалисте. Поработал он здесь отменно. Отбросьте предубеждения: «XO» — один из самых едких, острых и злобных хардкор-панк-альбомов, которые вы услышите в этом году. — Kerrang!, Алистер Лоуренс .
Оригинальный текст (англ.)Frank Iero is officially an angry young man. Much as Leathermouth are a proper band, the focus is undoubtedly on Iero, famous as the guitarist in MCR but stepping into limelight here as Leathermouth's lead vocalist and frontman. He's done a great job too. Ditch your preconceptions: XO is one of the most caustic, abrasive and vitriolic hardcore punk albums you'll hear all year.

## Об альбоме
Leathermouth является первым проектом, где вокалист группы Фрэнк Айеро выступает в качестве автора текстов песен. Это являлось способом выразить свое мнение о вещах, которые раздражают его, а также о проблемах, связанных с его депрессией и приступами тревоги. Многие из песен затрагивают «темы, о существовании которых люди пытаются забыть», основной же мыслью альбома является то, что «мир катится к чертям собачьим, и кто-то должен об этом сказать». Первая композиция «5th Period Massacre» отражает чувства Айеро на массовые расстрелы в учебных заведениях и то, как часто СМИ винит в этом сцены и элементы насилия в видеоиграх и музыке. «Sunsets Are For Muggings» повествует о посещении Айеро психиатра и душевных расстройствах в его семье. 
Я бы сказал, что эта запись - попытка пробудить людей ото сна, показать им то, что происходит прямо перед их глазами. Мы из кожи вон лезем, утверждая, что плохие вещи не случаются с хорошими людьми, и что над нами всеми присматривает некая всемогущая сила ... чушь собачья. Хватит закрывать глаза своим детям. Все это – чертова ложь и лицемерие, не меняющее погоды. Я устал от людей, которые только тем и занимаются, что мольбою за перемены к лучшему, хотя могли бы поднять наконец свои задницы и решится на действительные перемены. 
Также в текстах песен можно встретить отголоски из фильмов ужасов 80-х годов, которые Айеро любил смотреть еще ребенком. Сцены из них были использованы для описания современных проблем, выступая своеобразной к ним иллюстрацией.
Не так давно, Айеро заявил в интервью с Alternative Press, что, в связи с написанной им песней «I Am Going to Kill the President of the United States of America», его посетила Секретная служба США. Он объяснил строки из песен тем, что написал песню от лица протестующих, антиамериканские митинги которых он видел во время тура за границей. Секретная служба пригрозила ему тем, что, если он переиздаст или вновь соберется исполнить эту песню, то будет приговорен к пяти годам лишения свободы.

## Список композиций
1. «5th Period Massacre» — 2:13
2. «Catch Me If You Can» — 2:30
3. «This Song Is About Being Attacked by Monsters» — 2:40
4. «I Am Going to Kill the President of the United States of America» — 2:58
5. «Murder Was the Case That They Gave Me» — 2:46
6. «Sunsets Are for Muggings» — 1:57
7. «My Lovenote Has Gone Flat» — 2:21
8. «Your Friends Are Full of Shit» — 2:05
9. «Bodysnatchers 4 Ever» — 2:10
10. «Leviathan» — 1:57

Бонус-трек
1. «Myself» — 2:14

## В работе над альбомом участвовали
- Фрэнк Айеро — вокал
- Роб Хьюз — гитара, бэк-вокал
- Джон МакГайр — бас, бэк-вокал
- Джеймс Дьюис — ударные, перкуссия
- Эд Олетта — гитара